# Oberbadischer Aufstand 1923
|  | Fr | 14. September | Generalstreik in Lörrach und Umgebung und Verhandlungserfolg |
|  | Sa | 15. September | Wiederaufnahme der Arbeit nach Verhandlungserfolg am Vortag |
|  | Mo | 17. September | Besetzung Lörrachs durch Schutzpolizei; Bruch der Zusagen durch die Unternehmer; Kämpfe zwischen Schutzpolizei und proletarischen Hundertschaften der KPD; erneute Verhandlungen zwischen Gewerkschaften und Unternehmern mit neuer Einigung |
|  | Di | 18. September | Verstärkung der Schutzpolizei in Lörrach; die Polizei gewinnt die Kontrolle über die Stadt zurück; Verhängung des Ausnahmezustandes |
|  | Fr | 21. September | Betriebsräteversammlung beschließt Wiederaufnahme der Arbeit am Montag 24. |
|  | Mo | 24. September | Wiederaufnahme der Arbeit; Abzug der Schutzpolizei aus Lörrach |
|  | Di | 25. September | Aufhebung des Ausnahmezustandes |

Der Oberbadische Aufstand 1923 war eine vom 14. bis 24. September 1923 dauernde Auseinandersetzung zwischen kommunistischen Arbeitern einerseits, den Unternehmern und der Republik Baden andererseits, wobei das Zentrum der Unruhen im Badischen Oberland war.

## Abgrenzung
Durch die zeitliche Nähe zu dem für Oktober 1923 geplanten kommunistischen Putsch (Deutschen Oktober) und der Verwicklung beteiligter Personen in die örtlichen Unruhen und die lokale Vorbereitung des geplanten deutschlandweiten Aufstandes, werden diese beiden Vorgänge irrtümlich oft vermischt.

## Das Vorspiel nach dem Mord an Walther Rathenau im Sommer 1922
Am Samstag, den 24. Juni 1922 wurde der Reichsaußenminister Walther Rathenau in Berlin ermordet, wobei die Täter der rechtsextremistischen Organisation Consul zugeordnet wurden. Zu dieser Zeit tagte in Leipzig der 11. Kongress des Allgemeinen Deutschen Gewerkschaftsbundes, der am gleichen Tag für Dienstag, den 27. Juni zu einem Generalstreik und Kundgebungen aufrief. Der Allgemeine freie Angestelltenbund, die SPD, USPD und KPD schlossen sich dem Aufruf an. Auch die demokratischen bürgerlichen Parteien beteiligten sich.
Millionen Deutsche demonstrierten in Protestkundgebungen und Trauerzügen gegen den konterrevolutionären Terror, aber der Bürgerkrieg, auf den die Terroristen gesetzt hatten, blieb aus.
In Lörrach wurde die Demonstration zum Schutze der Republik am 27. Juni 1922 von den Lörracher SPD-Landtagsabgeordneten Adolf Kieslich und Ernst Rösch geleitet. Am Rande der offiziellen Veranstaltung kam es zu Ausschreitungen, bei denen junge Burschen mit roter Fahne in Schulgebäude eindrangen. Fürstenbildnisse und andere als republikfeindlich angesehene Symbole wurden entfernt und zerstört. Vor der zweiten Demonstration am darauffolgenden Dienstag, den 4. Juli 1922 wurden aufgrund der Vorgänge vom 27. Juni im Bezirksamt Polizeikräfte bereitgehalten, die bei wiederholten Ausschreitungen eingreifen sollten. Als die demonstrierende Menge erfuhr, dass im Lörracher Bezirksamt 52 Gendarmen zusammengezogen waren, wurde dies von den Demonstranten als Provokation empfunden und es wurde der Abzug der Polizisten gefordert. Die Verhandlungen für die aufgebrachten Demonstranten führte der KPD-Landtagsabgeordnete Max Bock. Die Gendarmen wurden schließlich vom Bezirksamt zum Amtsgericht verlegt, worauf sich die Demonstranten entfernten. Innenminister Remmele (SPD) missbilligte in der Landtagssitzung vom 17. Juli 1922 den von der Bezirksverwaltung Lörrach unter dem Oberamtmann Leopold Gräser mit den Demonstranten ausgehandelten Kompromiss. Remmele bezog sich dabei auch auf die Basler Presse, die von einer Niederlage der Polizeigewalt und der Staatsautorität geschrieben hatte und kam zum Schluss: „Das verträgt keine Staatsverwaltung auf die Dauer…“ Diese Niederlage und die Vorwürfe aus den Fraktionen seiner Koalitionspartner legten die Grundlage für seine Haltung im Herbst des folgenden Jahres.

## Politisches Umfeld im Herbst 1923
Auf rückständige deutsche Reparationszahlungen, die durch den Friedensvertrag von Versailles von 1919 bestimmt worden waren, reagierten Frankreich und Belgien mit der Ruhrbesetzung. Den passiven Widerstand hiergegen finanzierte die Reichsregierung mit der Banknotenpresse, wodurch die Hyperinflation von 1923 ausgelöst wurde. Die Arbeitslosigkeit stieg, die Reallöhne fielen ins Bodenlose und die KPD erhielt immer mehr Zulauf. Auch nachdem die Cuno-Streiks zum Regierungswechsel in Berlin geführt hatten, kam es in vielen Städten Badens und Deutschlands zu Demonstrationen von Arbeitern und Erwerbslosen, wobei finanzielle Einmalhilfen und die Sicherung der Reallöhne zur Linderung der Not gefordert wurden.

## Die lokale Situation im Bezirksamt Lörrach
1922 hatten im Weiler Stadtteil Leopoldshöhe die Bauarbeiten für eine neue Siedlung begonnen, wobei zeitweise über 1500 Arbeiter beschäftigt waren, die auch von auswärts rekrutiert wurden. Im Wiesental, das zu den Bezirksämtern Lörrach und Schopfheim gehörte, war die Textilindustrie der wichtigste Arbeitgeber. Die Löhne lagen in der Textilindustrie unter denen anderer Branchen wie z. B. der Metallindustrie. Die Textilunternehmen waren vielfach in schweizerischer Hand und die unmittelbare Grenznähe mit dem Vergleich zur Schweiz ließ die negativen Effekte der Inflation für die Menschen noch deutlicher werden als in grenzferneren Gegenden. Die Nachfrage der Schweizer Kunden, die aus ihrer Sicht billig in Lörrach einkaufen konnten, trieb die Preise weiter nach oben und verstärkte die Lebensmittelknappheit.
Anfang September erhoben die Arbeiter in Rheinfelden die Forderung nach einer Einmalzahlung von 50 Schweizer Franken zur Linderung der Not. Die exportorientierten Rheinfelder Betriebe – insbesondere der chemischen Industrie – sahen sich dazu in der Lage und wollten einen Streik vermeiden. Die Arbeiterschaft anderer Orte und Branchen sah hierin ein Beispiel und erhob nun ebenfalls diese Forderung.
In der Badischen Arbeitsgemeinschaft für Textilindustrie verhandelten die Textilgewerkschafter und die Industriellen über Lösungen. Wortführer auf Gewerkschaftsseite war Adolf Kieslich und auf Seiten der Industriellen Albert Vogelbach – beide aus Lörrach. Noch am 13. September verhandelten die Tarifparteien in Freiburg, wobei es zu keinem Ergebnis kam.

## Ablauf

### Durchsetzung wirtschaftlicher Forderungen am 14. September

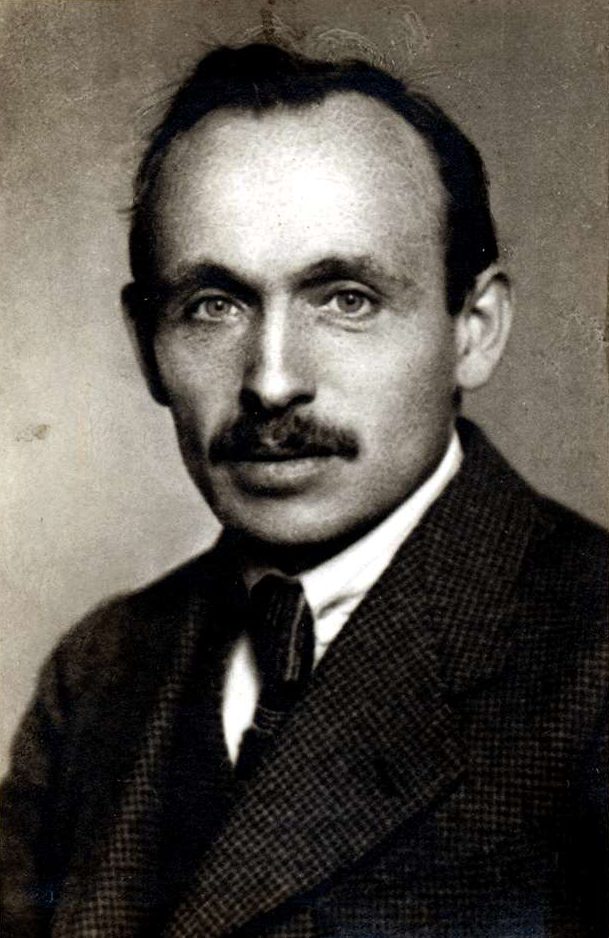
KPD Landtagsabgeordneter Max Bock

Am 12. September 1923 forderten die Bauarbeiter in Weil am Rhein als Inflationsausgleich eine Verdreifachung ihres Stundenlohns. Nach Ablehnung dieser Forderung wurde für den 14. September ein Demonstrationszug nach Lörrach angekündigt und am Morgen dieses Tages zogen etwa 2000 Bauarbeiter nach Lörrach, wo sie um 9 Uhr eintrafen. Dem Zug wurde eine rote Fahne vorangetragen. Die Führung des Zuges lag bei den Betriebsräten und kommunistischen Obmännern – die Gewerkschaften und die SPD hatten wenig Einfluss. Abordnungen des Demonstrationszuges zogen vor die Betriebe in Lörrach und Umgebung und erreichten deren Stilllegung. Die streikenden Arbeiter und Arbeiterinnen marschierten in das Lörracher Zentrum, wo sich um den Marktplatz schließlich etwa 15000 Menschen versammelten. Im Kreisgebäude kam es unter Leitung des Lörracher Oberamtmanns Leopold Gräser und des Oberbürgermeisters Erwin Gugelmeier zunächst zu einer Besprechung über die Nahrungsmittelversorgung an der neben Vertretern der städtischen und staatlichen Behörden die Lebensmittelhändler teilnahmen und mit den Arbeitern verhandelten. Diese wurden durch ihre Betriebsräte vertreten, aber inzwischen konnten die Gewerkschaftsführer wieder mehr Einfluss geltend machen.
Die wartende Menge wurde zunehmend unruhiger und war mit dem Ergebnis der Besprechung über die Nahrungsmittelversorgung nicht zufrieden, sondern verlangte unmittelbar Verhandlungen mit den Unternehmen. Eine Abordnung der Arbeiter holte die Unternehmer in Begleitung des Lörracher Bürgermeisters Heinrich Graser an den Verhandlungstisch. Nur der Fabrikant Vogelbach verweigerte seine Teilnahme. Die Verhandlungen begannen etwa um 18 Uhr und erst gegen 21:30 Uhr konnte der kommunistische Landtagsabgeordnete Max Bock das Verhandlungsergebnis verkünden. Neben einer einmaligen Zahlung von 50 Schweizer Franken pro Beschäftigten, sollten ab 17. September die Löhne laufend der Inflation angepasst werden. Zudem sollten die Preise für lebenswichtige Waren und Dienstleistungen einer Missbrauchskontrolle unterliegen.

### Ausschreitungen am 14. September
Nachdem Oberamtmann Gräser und Bürgermeister Gugelmeier bereits gegen 13 Uhr den Landeskommissär Schneider in Freiburg von der zunehmenden Aggressivität der demonstrierenden Menge informiert und um Polizeiverstärkung gebeten hatten, erfolgte um 16.30 Uhr der Befehl an zwei Hundertschaften der Freiburger Bereitschaftspolizei  zunächst bis Müllheim vorzurücken, wo sie um 18.45 Uhr eintrafen. Gleichzeitig kam vom Bezirksamt Lörrach die Lagebeurteilung, dass ein Einsatz der Bereitschaftspolizei nicht erforderlich sei. In den dazwischenliegenden Stunden hatten sich allerdings drei Ausschreitungen in Lörrach ereignet.

#### Der Gefängnissturm

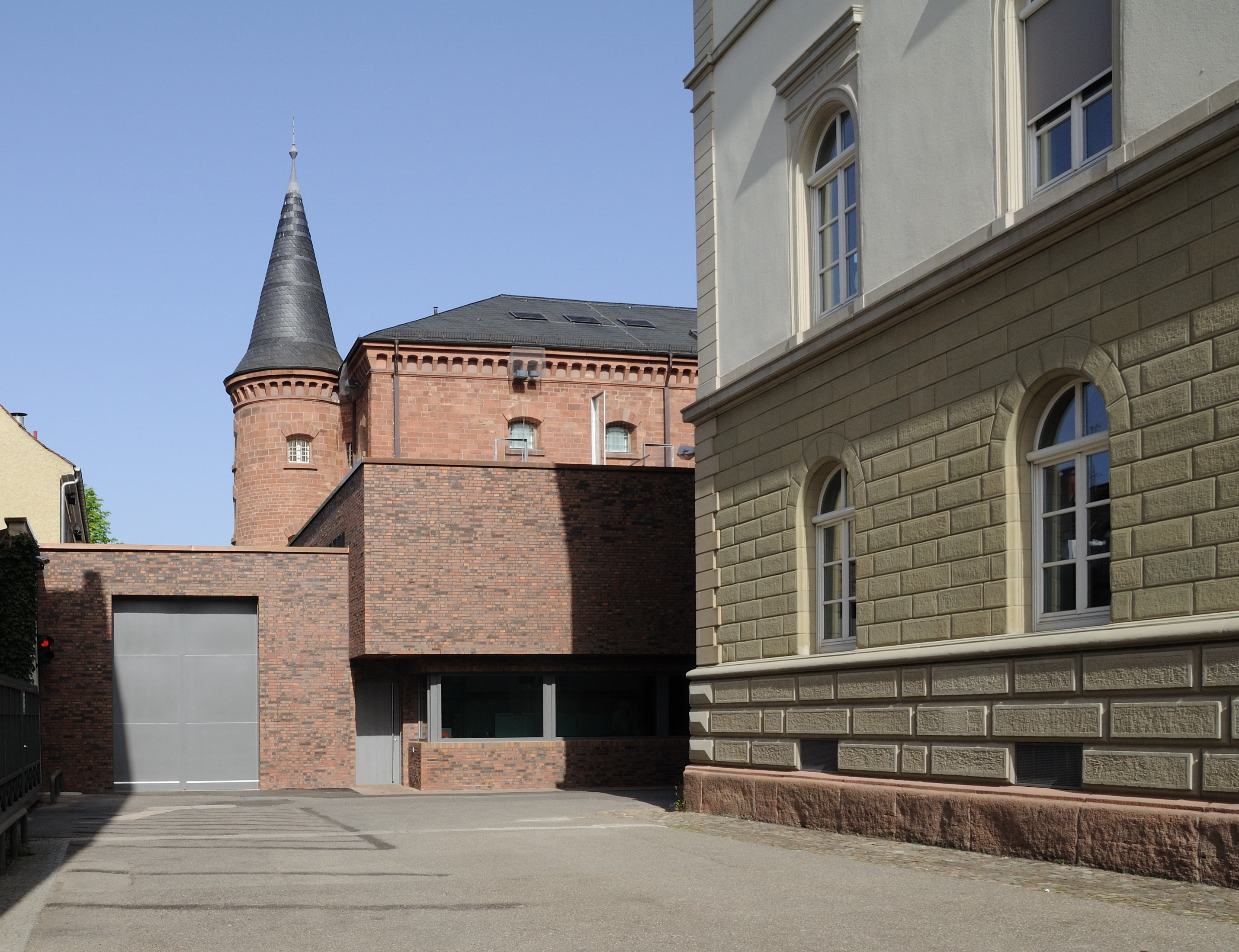
Gefängnis Lörrach (Aufnahme von 2011)

Am 11. August 1923 hatten junge Burschen aus Brombach, die mit den Kommunisten sympathisierten, bei Haagen das Fahrzeug des Teigwarenfabrikanten Rösch gestoppt und die Insassen geschlagen. In einer Gerichtsverhandlung am 10. September 1923 vor dem Schöffengericht Lörrach hatten die Täter ihr Tun damit begründet, dass sie die Insassen für örtliche Faschistenführer gehalten hätten. Fünf Personen wurden wegen Körperverletzung, Hausfriedensbruch und Nötigung zu Gefängnisstrafen zwischen zwei und acht Monaten verurteilt. Schon in der Verhandlung hatten die Verurteilten ihre Befreiung aus dem Gefängnis angekündigt.
Während am 17. September die Menge auf ein Ergebnis der Lohnverhandlungen wartete, riefen nun Sympathisanten der fünf Brombacher dazu auf, zum Gefängnis zu ziehen und dort die Freilassung der fünf Brombacher zu fordern, die als politische Gefangene angesehen wurden. Eine größere Gruppe der Demonstranten zog vom Kreisausschussgebäude zum Amtsgefängnis und stürmte gewaltsam in den Gefängnishof. Gendarmen und Aufseher wurden in das innere des Gebäudes abgedrängt und Amtsrichter von Böcklin genötigt, die Gefangenen freizulassen.

#### Hausfriedensbruch bei Arbeitgebern am 14. September
Da zu den Verhandlungen von Arbeitgeberseite zunächst nur Wilhelm Voigt erschienen war, zogen Trupps der Demonstranten zu den Privathäusern der Fabrikanten Albert Vogelbach und König, wobei jeweils deren Gartentore eingedrückt wurden. Diese beiden Unternehmer wurde unter Androhung von Gewalt genötigt zu den Verhandlungen zu kommen. Auch von den Unternehmern Schenz und Munn die ebenfalls zur Teilnahme an der Verhandlungen aufgefordert wurden, wurden in den späteren Gerichtsverhandlungen Bedrohungen zu Protokoll gegeben.

#### Misshandlung von zwei Kriminalbeamten
Während am 17. September im Kreisausschussgebäude über die Lohnforderungen verhandelt wurde, oblag die Aufrechterhaltung der Ordnung vor dem Gebäude einigen Lörracher Kriminalbeamten. Oberamtmann Gräser hatte die Gendarmerie aus dem Amtsgebäude abgezogen und die beiden Zivilbeamten als Schutz dorthin beordert, was sich als kontraproduktiv erwies.
Ein Teil der Demonstranten war bereits außer jeder Kontrolle und begehrte sogar gegen die Betriebsräte auf, die zur Verhandlung gerufen wurden. Ein Kriminalbeamter wurde auf die Straße gestoßen, als Spitzel beschimpft und solange von der Menge geschlagen, bis zwei besonnene unter den Demonstranten den Mann Richtung Bahnhof wegführen konnten. Dort wurde der Beamte nochmals von anderen Demonstranten geschlagen, bis er sich in das Bahnhofsgebäude retten konnte. Ein weiterer Beamter wurde aus dem Kreisausschussgebäude gezerrt und lebensgefährlich verletzt.

### „Ruhe vor dem Sturm“ am 15./16. September

Badischer SPD Innenminister Adam Remmele

Die Nacht vom 14. auf den 15. September blieb ruhig und am Samstag, den 15. September wurde auch die Arbeit wieder aufgenommen und die Verhandlungen über die Lebensmittelpreise und die Modalitäten der Auszahlung des Einmalbetrages wurden weitergeführt.
Der badische Innenminister Adam Remmele (SPD) sah durch den Gefängnissturm die staatliche Autorität bedroht und wollte durch hartes Eingreifen ein Exempel statuieren. Am Sonntag, 16. September um 12 Uhr erteilte der badische Polizeikommandant Erich Blankenhorn den Befehl Lörrach am 17. September vor Tagesanbruch mit 2 Bereitschaften (Hundertschaften) zu besetzen. Der Befehl enthält den Hinweis: „Lohndifferenzen sind zu erwarten“. Die Regierung war sich demnach durchaus bewusst, dass der Polizeieinsatz für die Arbeiterschaft als „staatliche Legitimation des Wortbruchs der Arbeitgeber“ erscheinen musste, überließ aber den örtlichen Behörden den Versuch die Arbeiterschaft vom Gegenteil zu überzeugen. Diese waren der Ansicht, dass zu geringe Kräfte bereitgestellt wurden, obwohl man sich allseits klar war, „daß die Besetzung der Stadt nicht ohne Zwischenfälle verlaufen werde.“
Am 16. September wurde unter den oberbadischen Unternehmern diskutiert, ob und wie die Vereinbarung vom 14. September erfüllt werden sollte, wobei die lokalen Behörden zumindest eine gewisse Berücksichtigung der Arbeiterinteressen anmahnten. Die Spitzenvertreter der Unternehmer waren nach Karlsruhe gereist und suchten Hilfe bei der badischen Staatsregierung. Da Innenminister Remmele (SPD) in Berlin war besprach der Ministerialrat im Innenministerium Otto Leers (DDP) die Angelegenheit mit Arbeitsminister Wilhelm Engler (SPD), wobei beide zum Schluss kamen, dass der Einsatz von Polizei notwendig sei. Diese Haltung wurde von Remmele befürwortet. Engler empfahl den Unternehmern sogar explizit die Zahlung der Einmalhilfe von 50 Schweizer Franken und die Bezahlung der Streiktage abzulehnen. Offiziell verkündete die Landesregierung, dass der Einsatz der Polizei nicht die Lohnverhandlungen beeinflussen sollte, aber jedermann war sich darüber im Klaren, dass dies die Arbeiter so auffassen mussten. Durch Anweisung des Landeskommissärs, Karl Schneider, war es den örtlichen Behörden zudem untersagt, die Bevölkerung rechtzeitig über die bevorstehende Besetzung und deren Zweck zu informieren.
Am Abend des Tages erreichte ein Telegramm des Landesverbandes der Textilindustriellen die lokalen Behörden, das die förmliche Aufkündigung der Vereinbarungen vom Freitag beinhaltete. Die Unternehmer argumentierten, dass sie unter Gewaltandrohung zu dieser Vereinbarung gezwungen wurden und drohten den lokalen Behörden sogar Regressansprüche an, sofern diese das Verhandlungsprotokoll publizieren würden.

### Kämpfe am 17./18. September

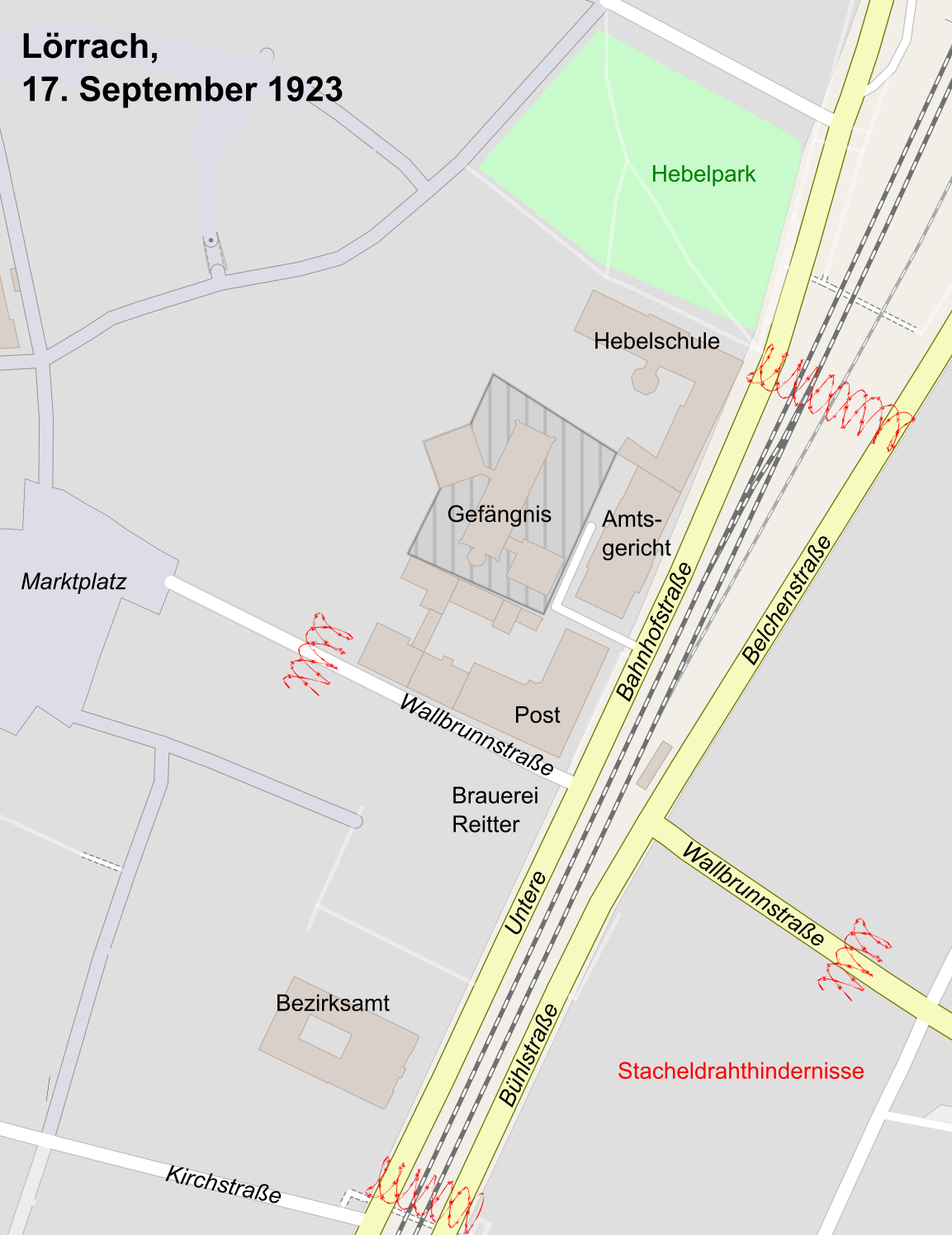
Innenstadt Lörrach am 17. September 1923

Am Montag (17. September) rückten um 5.45 Uhr auf Anweisung von Remmele und Befehl des Leiters der badischen Landespolizei, Erich Blankenhorn bewaffnete Einheiten der Schutzpolizei unter dem Befehl von Polizeimajor Rudolf Winterer in Lörrach ein und besetzten zunächst den Stadtbezirk, in dem die Amtsgebäude lagen. Dieser Bereich wurde durch Sperren mit Maschinengewehren gesichert. Die Sperren wurden links und rechts der Bahnlinie auf Höhe des Hebelparks im Norden und auf Höhe der Kirchstrasse im Süden. Zudem wurde die Wallbrunnstrasse in Richtung Marktplatz und Richtung Rheinfelden durch je eine Sperre gesichert. Eine Hundertschaft der Bereitschaftspolizei Waldshut lag auf dem Waidhof als Reserve und sollte Zuzug von Demonstranten aus Rheinfelden blockieren. Die am Freitag (14. September) befreiten Gefangenen sollten wieder verhaftet werden.
Der Einmarsch der Polizeitruppen und die Bekanntgabe, dass die Unternehmer die Lohnzusagen nicht einhalten wollten, lösten bei der Arbeiterschaft erbitterte Empörung aus und führten rasch zu einem Generalstreik, der sich nicht nur auf Lörrach, sondern auch auf das Wiesental mit den Industrieorten Schopfheim, Steinen und Zell im Wiesental erstreckte. Auch auf Säckingen und Waldshut dehnten sich die Unruhen aus. In Demonstrationen wurde der Abzug der Schutzpolizei gefordert, die von der Arbeiterschaft als Helfershelfer der zahlungsunwilligen Fabrikaten betrachtet wurde. „Unter den Bajonetten arbeiten wir nicht“, lautete die Parole. Proletarische Hundertschaften griffen am 17. September ab etwa 11 Uhr bewaffnet die Stellungen der Polizei an, und um 12 Uhr wurden bereits ein Toter und vier Verletzte gemeldet. Am 17. September wurden der Oberamtmann des Bezirksamtes Schopfheim, Theodor Wintermantel und der Fahrnauer Fabrikant Horn von Streikenden nach Lörrach gebracht. Während Wintermantel in Lörrach freigelassen wurde, wurde Horn schwer misshandelt. Gegen Abend unterbrachen die Streikenden auch die Strom- und Wasserversorgung von Lörrach. Bis nach Mitternacht waren das Feuer von Gewehren und Maschinengewehren, sowie die Explosionen von Handgranaten zu hören, dann führte ein Gewitter zum Abbruch der Unruhen.
Am 18. September erhielt die Schutzpolizei Verstärkung und begann die bisher nicht besetzten Teile der Stadt von Barrikaden zu säubern und die Kontrolle wieder zu gewinnen. In der Zwischenzeit waren diese Stadtbezirke und die Dörfer der Umgebung auf sich selbst gestellt. Von Tumringen wurde berichtet, dass hier eine Bürgerwehr gebildet wurde.
In Freiburg im Breisgau, Lahr, Mannheim und Heidelberg kam es ebenfalls zu Demonstrationen, in denen der Abzug der Schutzpolizei aus Lörrach und wirtschaftliche Unterstützungsmaßnahmen für die Arbeiter und Erwerbslosen gefordert wurden. Am 18. September rief daraufhin die badische Staatsregierung den Ausnahmezustand aus. Zunächst galt dieser für die Amtsbezirke Lörrach, Schopfheim, Schönau und Säckingen, er wurde aber schon am 19. September auf nahezu das gesamte Land ausgedehnt.
Noch am 17. September fanden erneut Lohnverhandlungen unter der Moderation des Oberbürgermeisters Gugelmeier zwischen den Unternehmern und den Arbeitern statt, wobei diesmal der Gewerkschaftsfunktionär Adolf Kieslich als Verhandlungsführer agierte. Die Verhandlungen dauerten von 12 Uhr bis 20 Uhr. Man kam grundsätzlich zu denselben Ergebnissen wie am 14. September, so dass nur noch die Machtfrage des Abzugs der Schutzpolizei den Streitpunkt bildete. Ohne diesen Abzug befürchteten die Arbeiter einen weiteren Wortbruch der Unternehmer.

### Ausnahmezustand 18. bis 25. September
Mit dem Ausnahmezustand und der Verstärkung der Schutzpolizei in Lörrach durch Einheiten aus Waldshut, konnte die Staatsmacht die gewaltsamen Ausschreitungen beenden, während der Generalstreik zunächst konsequent weiter geführt wurde. Die Unterbrechung der Strom- und Wasserversorgung durch die Streikenden wurde allerdings durch die Bauern der Umlandgemeinden mit der Androhung der Einstellung der Milchversorgung der Industriegemeinden beantwortet, was zur Kompromissbereitschaft der Arbeiter beitrug. Am 21. September wurde auf einer Vollversammlung der Betriebsräte erklärt, dass es bei Einhaltung der Lohnvereinbarungen vom 14. September und ohne den Einmarsch der Schutzpolizei zu keiner Gefährdung der öffentlichen Ordnung gekommen wäre. Die Betriebsräte erklärten sich bereit, bei Erfüllung der wirtschaftlichen Forderungen den von ihnen vertretenen Belegschaften zu empfehlen, am Montag, dem 24. September die Arbeit wieder aufzunehmen. Zudem wurde die Bedingung gestellt, dass nach Arbeitsaufnahme und Herstellung ruhiger Verhältnisse die Schutzpolizei aus Lörrach abgezogen würde. Am 25. September wurde dann auch der Ausnahmezustand in Baden aufgehoben. Allerdings verhängte schon am Folgetag die Reichsregierung unabhängig von den badischen Ereignissen den Ausnahmezustand für das ganze Reich. Der badische Innenminister protestierte gegen eine allenfalls damit verbundene Unterstellung der badischen Polizei unter die Reichswehr, womit er erfolgreich war.

## Ereignisse in anderen badischen Orten
In den nordbadischen Städten Heidelberg, Mannheim und Karlsruhe kam es insbesondere vom 21. bis 23. September zu Demonstrationen und Streiks um die Forderungen der Arbeiterschaft in Lörrach zu unterstützen. Neben Lörrach und dem eigentlichen badischen Oberland kam es in Lahr und Rust zu größeren Unruhen.
Die badische Polizeiführung schätzte die Lörracher Unruhen offenbar schon zu Beginn als spezielle lokale Ereignisse ein, wie die umfangreichen Verschiebungen von Polizeikräften aus Sigmaringen und Karlsruhe in das badische Oberland zeigen.

### Bezirksamt Säckingen
Am 15. September kam es in Säckingen zu starker „kommunistischer Agitation“ und das Bezirksamt Säckingen (Oberamtmann Wernher von Rotberg) forderte beim Innenministerium eine Hundertschaft Bereitschaftspolizei an, was abgelehnt wurde. Am 17. September berichtete das Bezirksamt über Versammlungen in Wehr und Brennet, von denen die Arbeiter nach Schopfheim zogen und dabei Fabrikanten mitführten. Um 19.20 Uhr fordert Oberamtmann von Rotberg erneut Polizeiverstärkung an, da die aufgebrachte Menge vor dem Bezirksamt eine bedrohlich Haltung einnahm. Auch unter der Bauernschaft in Wallbach und Obersäckingen sei Unruhe ausgebrochen, da man diese gegen Steuerzahlungen aufgewiegelt habe. Um 22.20 Uhr fordert das Bezirksamt erneut Verstärkung an, da ein Sturm auf das Bezirksamt drohe. Daraufhin wurde eine Abteilung Bereitschaftspolizei von Waldshut nach Säckingen entsandt. Kurz nach Mitternacht meldete der Hauptmann der Polizeiabteilung aus Säckingen, dass das Bezirksamt und der davorliegende Platz „gesäubert“ und etwa 1000 Demonstranten vertrieben seien. Am folgenden Vormittag kam es jedoch wiederum zu Steinwürfen gegen die Polizei und Versuchen in das Bezirksamt einzudringen. Kurz vor 19 Uhr wurde aus Säckingen anhaltender Aufruhr gemeldet. Bei Einsätzen außerhalb der Absperrzone wurden einige Polizeibeamte durch Steinwürfe verletzt.

### Bezirksamt Schopfheim
Bereits am 16. September 1923 forderten die Landwirte des Bezirks Schopfheim von der Landesregierung eine Senkung der Landsteuer.
„Am Montag, den 17. September des Jahres [1923], vormittags um halb 8 Uhr marschierte die Arbeiterschaft von Schopfheim und Umgebung, die Belegschaften der einzelnen Betriebe,  geschlossen mit der roten Fahne auf den Rathausplatz von Schopfheim überraschend auf und nahmen Aufstellung mit Front gegen das Bezirksamt.“ Gegen 8 Uhr kamen die lokalen Führer der Gewerkschaften und der Arbeiterparteien in das Bezirksamt und forderten Lohnverhandlungen unter Moderation durch die unteren lokalen Behörden. Die Fabrikanten wurden teilweise von aufgebrachten Arbeitern von ihren Häusern zu den Verhandlungen abgeholt und zum Teil „gewaltsam mitgeschleppt“. Die Verhandlungen sollten zunächst im Bezirksamt stattfinden, wurden aber aus Platzmangel in das Rathaus verlagert. Nebst den Betriebsräten und Streikenden aus Schopfheim und Umgebung war auch eine Delegation aus der damals zum Bezirksamt Schopfheim gehörigen Gemeinde Wehr anwesend. Nachdem die Forderungen der Streikenden durch die Unternehmer – insbesondere Otto Horn – zunächst abgelehnt wurden eskalierte die Situation und die auf der Straße wartenden Arbeiter „sprengten die verschlossene Tür des Rathaussaales“ und Otto Horn wurde „schwer mißhandelt“.
Um 15.10 Uhr meldete das Bezirksamt Schopfheim, dass die Lohnverhandlungen in Schopfheim gescheitert seien und die aufgebrachten Arbeiter unter Mitführung des Oberamtmanns Wintermantel und des Fabrikanten Otto Horn auf dem Weg nach Lörrach seien. Da sich gegen Mittag die Lage in Schopfheim zugespitzt hatte, wurde eine Abteilung der Waldshuter Bereitschaftspolizei in Marsch gesetzt um das Bezirksamt zu besetzen. Am 19. September hatte sich die Situation soweit beruhigt, dass gegen Abend der Abzug der Bereitschaftspolizei erfolgte.
Auf Verlangen der Arbeitgeber wurde ab November 1923 für ein Jahr ein kleines Kontingent Bereitschaftspolizei (25 Mann) in der Kreispflegeanstalt Wiechs bei Schopfheim stationiert. Am 28. August 1923 kam es in der Schopfheimer Altstadt zu einer Schlägerei zwischen diesen Schutzpolizisten und jungen Arbeitern, wobei es auch zu einem Schusswechsel kam.

### Bezirksamt Schönau
Im Bereich des Bezirksamtes Schönau war Zell im Wiesental das Zentrum des Aufruhrs. Die Arbeiterschaft begann am 17. September 1923 um 8 Uhr morgens einen Generalstreik, dem sich auch die Arbeiter der Fabriken in Atzenbach und Rohmatt anschlossen. Die Streikenden errichteten in der damaligen Gewerbeschule ihre Zentrale und wählten ein Komitee. Sie übernahmen die Lörracher Forderung nach einer Einmalzahlung von 50 Franken zur Linderung der durch die Inflation bedingten Not. „Die Fabrikanten wurden zwangsweise dorthin beordert, um die Forderungen der Streikenden entgegenzunehmen.“ Die Forderungen wurden noch am 17. September nach langwierigen Verhandlungen durchgesetzt. Der Bürgermeister wurde genötigt ein Telegramm an das badische Innenministerium zu senden und darin den sofortigen Abzug der Bereitschaftspolizei aus Lörrach zu fordern.
Am 18. September wurde der Generalstreik fortgeführt und in einer weiteren Versammlung die „Schaffung eines Einheitsbrotes“ gefordert. Die Resolution wurde an das badische Innenministerium und die Reichsgetreidestelle gesandt. Nachdem die Bereitschaftspolizei am 23. September aus Lörrach abgezogen wurde, wurde der Generalstreik in Zell am 24. September beendet.

### Bezirksamt Müllheim
Am 18. September wurde gegen 20 Uhr gemeldet, dass Abordnungen der Streikenden aus Weil und Lörrach in Müllheim agitierten und am Folgetag in Betriebsversammlungen über einen Streik beraten werden sollte.

### Freiburg
Am 18. September kam es tagsüber zu kleineren Demonstrationen, aber gegen 22 Uhr versuchte eine aufgebrachte Menge das Rathaus zu stürmen. Für den 19. September wurde ein Generalstreik beschlossen. Am 19. September streikten die Eisenbahner und teilweise auch die Belegschaften der Industriebetriebe. Wegen auf den Straßen umherstreifender Jugendlicher forderte der Oberbürgermeister Polizeischutz an. Gegen Mittag rückte ein Sonderkommando der Polizei aus Karlsruhe ein. Abends musste das Sonderkommando 4 Gendarmen befreien, die von Demonstranten eingekeilt waren. Eine Versammlung der Streikenden beschloss für den Folgetag die Wiederaufnahme der Arbeit. Gleichwohl kam es am Vormittag des 20. September am Schwabentor zu einer größeren Demonstration. Nachdem die Menge der Aufforderung zur Räumung des Platzes nicht nachkam schritt die Polizei mit Gummiknüppeln ein und stellte anschließend durch Streifenfahrten die Ruhe in der Stadt her. Am 21. September wurde der Streik in Freiburg beendet.

### Rust
In Rust kam es am 20. September 1923 zu einer Demonstration von etwa 500 Landwirten und kleinen Pächtern vor dem Bezirksamt, die gegen eine Landabgabe und für bessere Pachtverhältnisse eintraten. Ein Polizeibeamter wurde niedergeschlagen und der Waffen beraubt. Am 21. September wurden mehrere Gendarmen von bewaffneten Bauern überwältigt und festgehalten. Erst am 22. September gelang es diese wieder zu befreien. Bereitschaftspolizei aus Freiburg rückte in Rust ein und nahm zahlreiche Verhaftungen vor.

### Lahr
Am Freitag, den 14. September bildete sich in Lahr ein Ausschuss der Arbeitslosen und Kurzarbeiter der die Forderung nach Herabsetzung der Preise lebensnotwendiger Güter erhob und diese in Verhandlungen mit dem örtlichen Handel durchsetzen wollte. Am Samstag (15. September) entstand hieraus eine Massendemonstration. Die Menge zog zunächst zum Rathaus, wo Verhandlungen stattfanden, bei denen die kommunistische Landtagsabgeordnete Frieda Unger eine führende Rolle einnahm. Anschließend versammelten sich die Demonstranten auf dem Bahnhofsplatz, wo auch der kommunistische Landtagsabgeordnete, Max Bock, aus Lörrach sprach. Aufgrund seines Berichtes von den Vorgängen in Lörrach, wurde auch in Lahr die Forderung nach einer einmaligen Wirtschaftsbeihilfe in Höhe von 50 Schweizer Franken erhoben. Am Sonntag, den 16. September beschloss das Lahrer Gewerkschaftskartell die Forderungen, die dann am 17. September den örtlichen Industriellen anlässlich einer Massendemonstration mit 10 000 Teilnehmern vorgelegt wurden. Hierzu gehörte auch die nach Einstellung der Arbeitslosen und nach wertbeständigen Löhnen. Nachdem die Industrie diese Forderungen akzeptiert hatte, kehrte am 17. September in Lahr Ruhe ein. Am 25. September kam es in den nahe gelegenen Industrieorten Friesenheim und Reichenbach noch zu Demonstrationen.

## Wertung der Unruhen
Die badische Regierung sah in den wirtschaftlich bedingten Unruhen den Beginn eines kommunistischen Putsches, wie er im Deutschen Oktober geplant und im Hamburger Aufstand ansatzweise begonnen wurde. Als Drahtzieher vermutete man den kommunistischen Reichstagsabgeordneten Emil Eichhorn.
Der Chef der badischen Polizei, Erich Blankenhorn, kam zum Schluss: „Wo bewaffneter Gegner am Oberrhein auftrat, muß seine Einsatztätigkeit uns gegenüber als kläglich bezeichnet werden. Es fehlte jede Einsatzerfahrung. Einheitliche Führung war nirgends zu beobachten.“
Mundhenke kommt in seiner Dissertation über die Unruhen im September zum Schluss: „Die Auffassung einer jahrelang beabsichtigten und von einem Zentrum aus organisierten Aufstandsbewegung ist abzulehnen.“
Die Lörracher Betriebsrätevollversammlung vom 28. September 1923 betonte in ihrer Abschlusserklärung zu den Aktionen: „Wir stellen fest, daß die gesamte Arbeiterschaft ohne Unterschied aller Partei- und Gewerkschaftsrichtungen in diesem Kampfe eine völlig geschlossene Einheit war.“ Und die Beurteilung aus kommunistischer Sicht im Nachhinein sah eine „großartige Manifestation der proletarischen Einheitsfront“. Dies wird durch den Bericht des Reichskommissars für Überwachung der öffentlichen Ordnung, Hermann Emil Kuenzer, bestätigt. „Die Erfahrung aus den kommunistischen Unruhen in Oberbaden im September ds. Js. lehrt, daß im Feuer der Aktion die Einheitsfront geschmiedet wird.“
„Der verfrühte Aufstand in Oberbaden war die einzige spontane Aktion, die den kommunistischen Aufstandsvorbereitungen zuwiderlief und unnötigerweise das Augenmerk der Polizei auf diese lenkte.“ Die Zentrale der KPD bemühte sich daher die Unruhen abzubremsen und warnte vor aussichtslosen lokalen Zusammenstößen. Die SPD sprach in der Parteizeitung Vorwärts von kommunistischer Verhetzung und lobte das Vorgehen der Polizei. Die badische SPD-Führung und insbesondere Remmele und Engler machten den lokalen SPD und Gewerkschaftsfunktionären wegen ihrer Kooperation mit der KPD schwere Vorwürfe.
Im Oktober kam es im Wiesental auch nochmals zu einer Zuspitzung der Lage. Nach zahlreichen Sprengstoffdiebstählen wurden bei der Verhaftung kommunistischer Funktionäre am 29. Oktober und 3. November 1923 Waffen sichergestellt. Das Zentrum der Umtriebe war diesmal in Zell im Wiesental. Auch im Raum Lahr kam es im Oktober zu einer Verhaftungswelle. Die Vorgänge im Oktober sind im Zusammenhang mit dem abgeblasenen kommunistischen Putsch zu sehen, während jene im September eine spontane Basisbewegung darstellten, die durch die wirtschaftliche Not der Arbeiter und Arbeitslosen ausgelöst wurde.

### In Frankreich und der Schweiz
Die kommunistischen Blätter (Basler Vorwärts und L’Humanité) betonten die gerechte Sache der Demonstranten und die Brutalität der Polizei („Les massacres de Loerrach“). Die sozialdemokratische und gewerkschaftliche Presse distanzierte sich von den Ausschreitungen (z. B. Geiselnahmen) und sprach von kommunistischer Propaganda, betonte aber auch die wirtschaftliche Not als Grund der Ereignisse.
Die bürgerliche Presse berichtete meist knapp über den ausgerufenen Ausnahmezustand und erwähnte teilweise die Geiselnahmen als kommunistische Ausschreitungen.

## Prozesse wegen Landfriedensbruch und Hochverrat
Zahlreiche Personen, denen die Anklage Taten während der September-Unruhen zur Last legte, wurden von den Landgerichten in Freiburg und Waldshut wegen Landfriedensbruch abgeurteilt. Personen denen zusätzlich auch Taten im Zusammenhang mit den Aufstandsvorbereitung im Oktober 1923 vorgeworfen wurden, wurden vor dem Leipziger Staatsgerichtshof des Reiches wegen Hochverrat angeklagt.
Am 25. Januar 1924 verhandelte die Strafkammer des Landgerichts Freiburg unter dem Vorsitz von Landsgerichtsrat Rinderle gegen 5 Angeklagte wegen der Ausschreitungen am 14. September 1923 in Lörrach – insbesondere der Misshandlung von zwei Kriminalbeamten. Die Angeklagten wurden alle wegen Landfriedensbruch und erschwertem Hausfriedensbruch zu Gefängnisstrafen zwischen 3 und 10 Monaten verurteilt.
Am 28. Januar 1924 begann vor der Strafkammer des Landgerichts Freiburg der Prozess gegen 23 wegen des Lörracher Gefängnissturms vom 14. September 1923 Angeklagte. Am 29. Januar wurden für 21 Angeklagte wegen Land- und Hausfriedensbruch sowie erschwerten Aufruhrs Gefängnisstrafen zwischen 4 und 12 Monaten verhängt – die Ausschreitungen seinen von außerordentlicher Gefährlichkeit gewesen.
Am 4. Februar 1924 war der erste Tag der Verhandlungen vor der Strafkammer des Landgerichts Freiburg gegen 20 Personen, die wegen der Vorgänge am 17. und 18. September 1923 in Lörrach angeklagt wurden. Am 13. Februar erfolgte der Urteilsspruch, wobei alle 20 Angeklagten zu Freiheitsstrafen zwischen 4 Monaten Gefängnis und 2 Jahren Zuchthaus wegen Aufruhr und Landfriedensbruch verurteilt wurden. Zuchthausstrafen wurden verhängt, wenn das Gericht auch einen Verstoß gegen das Sprengstoffgesetz als erwiesen ansah.
Am 5. Februar 1924 verurteilte die Strafkammer des Landgerichts Waldshut 16 Angeklagte wegen der Erstürmung des Rheinfelder Zollhauses am 17. September 1923 zu Gefängnisstrafen zwischen 3 und 12 Monaten.
Vom 13. November bis 2. Dezember 1924 tagte der in Leipzig beim Reichsgericht domizilierte Staatsgerichtshof zum Schutze der Republik unter Leitung von Alexander Niedner in Freiburg. In drei Hochverratsprozessen gegen Mitglieder der kommunistischen Partei wurden die Vorgänge im September 1923 in Lörrach, aber vor allem die im Oktober 1923 im Wiesental erfolgten Sprengstoffdiebstähle und die Vorbereitungen zum geplanten Aufstand (Deutschen Oktober) untersucht.
Die Anklage vertrat Oberreichsanwalt Ludwig Ebermayer und zu den Beisitzern gehörte der ehemalige Reichskanzler Constantin Fehrenbach. Die Angeklagten wurden u. a. durch Robert Grumbach und den Anwalt der Roten Hilfe Deutschlands, Hermann Horstmann, vertreten. Bei der Urteilsverkündung am 2. Dezember wurden von 37 Angeklagten 19 zu Zuchthausstrafen mit einer Gesamtdauer von 67 Jahren verurteilt. Vier Angeklagte wurden freigesprochen, 14 Angeklagte erhielten Gefängnisstrafen. Tatbestände aus den Septemberunruhen wurden beim Urteil gegen den Lörracher KPD-Stadtrat Hermann Herbster und beim Angeklagten Göcke berücksichtigt. Herbster wurde zur Last gelegt: „… es ist durch einwandfreie Zeugen festgestellt, daß Herbster, wenigstens vorübergehend, ein Gewehr in Händen gehalten hat.“ Welchen Anteil dieser Punkt an seiner insgesamt dreijährigen Zuchthausstrafe hatte, wurde nicht ausgeführt. Josef Göcke wurde die Misshandlung des Fabrikanten Horn und anderer Geiseln am 17. September 1923 zur Last gelegt und er wurde deswegen, aber auch wegen Vergehen gegen das Sprengstoffgesetz zu vier Jahren Zuchthaus verurteilt.
Bei einem Vergleich mit dem Hitler-Prozess erscheinen die Urteile in diesem Hochverratsprozess gegen Kommunisten drakonisch. Der tatsächliche Strafvollzug führt zum Schluss, dass die Justiz der Weimarer Republik auf dem rechten Auge blind war und vornehmlich kommunistische Umtriebe hart verfolgt hat. Der Hitlerputsch (8. und 9. November 1923) fand kurz nach den Vorbereitungen der Kommunisten für den geplanten Aufstand im Oktober 1923 statt, aber Adolf Hitler wurde bereits am 20. Dezember 1924 – also etwa zwei Wochen nach den Urteilen im Freiburger Kommunistenprozess – auf Bewährung aus der Haft entlassen.
Erst Ende Mai 1926 fand die Verhandlung gegen die badischen Landtagsabgeordneten der KPD, Max Bock und Frieda Unger, vor dem Leipziger Staatsgerichtshof statt, wobei das Verfahren gegen Bock aufgrund des Amnestiegesetzes von 1925 eingestellt wurde.

### Zeitungsberichterstattung
Auszüge der Berichterstattung in der Freiburger Zeitung
- Kommunistische Unruhen und Treibereien. In: Freiburger Zeitung vom 17. September 1923, 1. Blatt
- Unruhen in Oberbaden. In: Freiburger Zeitung vom 18. September 1923
- Die Unruhen in Oberbaden. - Ausnahmezustand. - Generalstreik. In: Freiburger Zeitung vom 20. September 1923, 1. Blatt
- Die Lage in Oberbaden. In: Freiburger Zeitung vom 21. September 1923, 1. Blatt
- Die Lage im Wiesental. In: Freiburger Zeitung vom 22. September 1923, 1. Blatt
- An die badische Bevölkerung. In: Freiburger Zeitung vom 24. September 1923, 1. Blatt
- Die Unruhen in Freiburg. In: Freiburger Zeitung vom 25. September 1923, 1. Blatt
- Schwere Ausschreitungen in Wehr. In: Freiburger Zeitung vom 26. September 1923, 1. Blatt
- Lörrach 26. Sept. In: Freiburger Zeitung vom 27. September 1923, 1. Blatt
- Die Lage in Baden. In: Freiburger Zeitung vom 28. September 1923, 1. Blatt
- Lörrach In: Freiburger Zeitung vom 31. Oktober 1923, 2. Blatt
- Zu den Kommunistenverhaftungen. In: Freiburger Zeitung vom 5. November 1923, 1. Blatt
- Gerichtshalle. In: Freiburger Zeitung vom 13. November 1924, 3. Blatt
- Der Hochverratsprozeß vor dem Staatsgerichtshof. In: Freiburger Zeitung vom 14. November 1924, 1. Blatt
- Der Hochverratsprozeß vor dem Staatsgerichtshof. In: Freiburger Zeitung vom 15. November 1924, 1. Blatt
- Der Hochverratsprozeß vor dem Staatsgerichtshof. In: Freiburger Zeitung vom 17. November 1924, 1. Blatt
- Der Hochverratsprozeß vor dem Staatsgerichtshof. In: Freiburger Zeitung vom 18. November 1924, 1. Blatt
- Der Hochverratsprozeß vor dem Staatsgerichtshof. In: Freiburger Zeitung vom 19. November 1924, 1. Blatt
- Der Hochverratsprozeß vor dem Staatsgerichtshof. In: Freiburger Zeitung vom 20. November 1924, 1. Blatt
- Der Hochverratsprozeß vor dem Staatsgerichtshof. Fortsetzung von Blatt 1. In: Freiburger Zeitung vom 20. November 1924, 3. Blatt
- Der Hochverratsprozeß vor dem Staatsgerichtshof. In: Freiburger Zeitung vom 21. November 1924, 1. Blatt
- Der Hochverratsprozeß vor dem Staatsgerichtshof. In: Freiburger Zeitung vom 22. November 1924, 1. Blatt
- Der Hochverratsprozeß vor dem Staatsgerichtshof. In: Freiburger Zeitung vom 23. November 1924, 1. Blatt
- Der Hochverratsprozeß vor dem Staatsgerichtshof. In: Freiburger Zeitung vom 24. November 1924, 1. Blatt
- Der Hochverratsprozeß vor dem Staatsgerichtshof. In: Freiburger Zeitung vom 25. November 1924, 1. Blatt
- Der Hochverratsprozeß vor dem Staatsgerichtshof. In: Freiburger Zeitung vom 26. November 1924, 1. Blatt
- Ein zweiter Hochverratsprozeß vor dem Staatsgerichtshof. In: Freiburger Zeitung vom 28. November 1924, 1. Blatt
- Ein zweiter Hochverratsprozeß vor dem Staatsgerichtshof. In: Freiburger Zeitung vom 29. November 1924, 4. Blatt
- Hochverratsprozeß. In: Freiburger Zeitung vom 1. Dezember 1924, 2. Blatt
- Das Urteil im Hochverratsprozeß. In: Freiburger Zeitung vom 3. Dezember 1924, 1. Blatt

Auszüge der Berichterstattung im Zentralorgan der Sozialdemokratischen Partei Deutschlands – Vorwärts
- Unruhen in Lörrach. In: Vorwärts, Morgenblatt vom 18. September 1923, Nr. 435
- Ausnahmezustand im badischen Streikgebiet. In: Vorwärts, Morgenblatt vom 19. September 1923, Nr. 437
- Die Unruhen in Lörrach. In: Vorwärts, Abendblatt vom 19. September 1923, Nr. 438
- Urteil im Freiburger Prozeß. Schwerste Zuchthausstrafen! In: Vorwärts, Morgenblatt vom 3. Dezember 1924, Nr. 569

Auszüge der Berichterstattung im Badischen Beobachter der Deutschen Zentrumspartei
- Bauernunruhen in Rust bei Ettenheim. In: Badischer Beobachter vom 24. September 1923 abgerufen am 28. Oktober 2018
- Das Urteil im Freiburger Kommunistenprozeß. In: Badischer Beobachter vom 3. Dezember 1924 abgerufen am 12. November 2018